# Dębno (gmina, Petite-Pologne)
Pour les articles homonymes, voir Dębno.
Dębno est une gmina rurale du powiat de Brzesko, Petite-Pologne, dans le sud de la Pologne. Son siège est le village de Dębno, qui se situe environ 8 km à l'est de Brzesko et 57 km à l'est de la capitale régionale Cracovie.
La gmina couvre une superficie de 81,51 km2 pour une population de 14 677 habitants (2017).

## Géographie
La gmina inclut les villages de Biadoliny Szlacheckie, Dębno, Doły, Jastew, Jaworsko, Łoniowa, Łysa Góra, Maszkienice, Niedźwiedza, Perła, Porąbka Uszewska, Sufczyn et Wola Dębińska.
La gmina borde les gminy de Borzęcin, Brzesko, Czchów, Gnojnik, Wojnicz et Zakliczyn.